# Ao Mestre com Carinho: Rodolfo Zalla
Ao mestre com carinho: Rodolfo Zalla é um documentário dirigido pelo cartunista Marcio Baraldi, que fala sobre a vida e a obra do quadrinista argentino radicado no Brasil Rodolfo Zalla a partir de uma entrevista feita com o artista. O documentário, de 72 minutos, foi lançado diretamente em DVD. Além da entrevista, o DVD traz as capas desenhadas por Zalla que foram proibidas durante a ditadura militar brasileira e uma galeria de fotos e artes. O documentário foi lançado em 2013 e, no ano seguinte, ganhou o Troféu HQ Mix na categoria "Homenagem especial". Em 2019, Baraldi lançou Sobrou alguma coisa no tinteiro?, sobre Eugênio Colonnese, amigo de Rodolfo Zalla.